# Збоево (деревня)
Збоево — деревня в Ржевском районе Тверской области. Входит в состав сельского поселения «Есинка».

## География
Находится в южной части Тверской области на расстоянии приблизительно 1 км на юг от города Ржев.

## История
На карте 1939 года показана как Сбоево с 32 дворами.

## Население
Численность населения: 6 человек (русские 100 %) в 2002 году, 9 в 2010.